# Francia en los Juegos Olímpicos de Sapporo 1972
Francia estuvo representada en los Juegos Olímpicos de Sapporo 1972 por un total de 40 deportistas que compitieron en 9 deportes.  
El portador de la bandera en la ceremonia de apertura fue el patinador artístico Patrick Péra.

## Medallistas
El equipo olímpico francés obtuvo las siguientes medallas:
| Nombre            | Deporte            | Competición  |
| ----------------- | ------------------ | ------------ |
| Oro               |                    |              |
| —                 |                    |              |
| Plata             |                    |              |
| Danièle Debernard | Esquí alpino       | Eslalon F    |
| Bronce            |                    |              |
| Florence Steurer  | Esquí alpino       | Eslalon F    |
| Patrick Péra      | Patinaje artístico | Individual M |